# 丹尼爾·羅布克
丹尼爾·羅布克（英語：Daniel James Roebuck，1963年3月4日—）是美國的一位演員，主要出演電影和肥皂劇。他出生在賓西法尼亞州伯利恆，畢業於伯利恆天主教高中。